# 洛斯唐日
洛斯唐日（法語：Lostanges，法語發音：[lɔstɑ̃ʒ]）是法国科雷兹省的一个市镇，位于该省南部偏西，属于布里夫拉盖亚尔德区。

## 地理
洛斯唐日（45°3'57"N, 1°46'2"E）面积9.47 平方千米，位于法国新阿基坦大区科雷兹省，该省份为法国中南部省份，北起上维埃纳省和克勒兹省，西接多爾多涅省，南至洛特省，东临多姆山省和康塔爾省。
与洛斯唐日接壤的市镇（或旧市镇、城区）包括：舍纳耶-马谢、马西亚克拉克罗兹、梅努瓦尔、勒佩谢、蒂代伊。

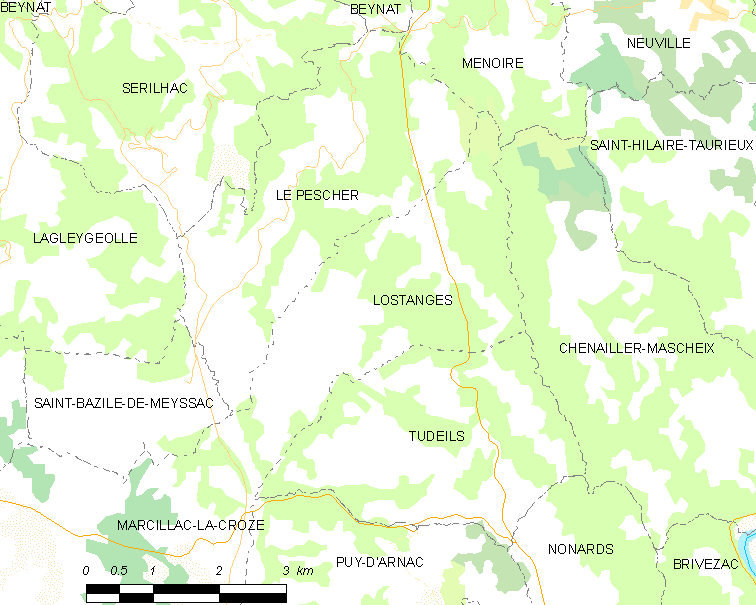
洛斯唐日的OSM定位图

洛斯唐日的时区为UTC+01:00、UTC+02:00（夏令时）。

## 行政
洛斯唐日的邮政编码为19500，INSEE市镇编码为19119。

## 政治
洛斯唐日所属的省级选区为科雷兹南部县。

## 人口

1962-2008年间洛斯唐日人口变化图示

洛斯唐日于2022年1月1日时的人口数量为152人。